# Destroy All Humans! 2
Destroy All Humans! 2 è un videogioco sviluppato da Pandemic Studios con la produzione di THQ, pubblicato  nell'ottobre del 2006 in Nord America, Europa e Australasia per PlayStation 2 e Xbox. È il sequel di Destroy All Humans! e l'ultimo capitolo sotto lo sviluppo di Pandemic Studios prima della chiusura nel 2009 per mano di Electronic Arts, che aveva acquisito la software house nel 2007.
Nel 2016, Sony annuncia tramite un comunicato sul PlayStation Blog che, in seguito alla pubblicazione della conversione in alta definizione del primo capitolo su PS4, anche Destroy All Humans! 2 sarebbe stato aggiunto al catalogo PSN dei titoli PlayStation 2 emulati sulla console di nuova generazione. Dal 2018 il titolo è disponibile anche su Xbox Live, in 1080p per Xbox One e ottimizzato in 4K per Xbox One X. 
Nel 2023 è uscito un remake del gioco per PlayStation 5, PlayStation 4, Xbox Series X/S e Microsoft Windows, dal titolo Destroy All Humans! 2: Reprobed.

## Trama
Il gioco si svolge 10 anni dopo il primo capitolo: in questo lasso di tempo il DNA vergine estratto dal genoma umano ha contribuito a notevoli miglioramenti per gli studi Furon. Crypto 137 (protagonista del precedente episodio) è tuttavia deceduto: il suo clone, Crypto 138, si è occultato nel frattempo nei panni del Presidente degli Stati Uniti e ha passato gli anni '50 a divertirsi con ragazze e feste, abbandonando i vecchi ideali di distruzione della razza umana. Ciò è dovuto al fatto che, grazie all'elaborazione del DNA umano, il clone 138 è stato creato con l'apparato riproduttore.
L'URSS continuava la Guerra Fredda contro l'America e, scoperta la vera identità di Crypto, attacca con dei missili nucleari la nave madre e manda gli agenti del KGB ad assassinare il Furon nascosto negli USA. Pox (il mentore di Crypto, risiedente nella nave madre attaccata dai russi) è riuscito a salvarsi poco prima dell'esplosione trasportando le sue onde cerebrali in un ologramma. Inizia così la nuova missione dei due extraterrestri, intenti ad eliminare il KGB e svelare i piani sovietici.

## Innovazioni
Nonostante la formula rimanga quasi del tutto invariata, in Destroy All Humans! 2 sono state aggiunte missioni secondarie, una modalità cooperativa per 2 giocatori e nuove opzioni, oltre al rinnovo della veste grafica che vanta modelli più dettagliati ed effetti più appariscenti.
È possibile scegliere delle opzioni durante i dialoghi con i vari personaggi durante le missioni così da apprezzare maggiormente l'ironia del gioco. Le missioni secondarie non sono più dei minigiochi a tempo ma delle vere e proprie quest da svolgere per dei personaggi. Sono state ovviamente migliorate le dotazioni di Crypto, che dispone di un jetpack più potente e armi dai potenziamenti maggiormente performanti.
Vista l'eliminazione della nave madre, in questo capitolo le opzioni che in precedenza erano utilizzabili solo una volta abbandonato il sito di distruzione sono state rese disponibili direttamente dal disco volante di Crypto. Per i potenziamenti è stato introdotto il Pox-Mart, che prende il posto del laboratorio di Pox. Non sarà più necessario accumulare DNA per potenziare le armi, il modulo propulsore e gli scudi del disco, ma devono essere raccolte le Celle Furotech sparse per i livelli.
Per sbloccare nuove armi (oltre a quelle che si ottengono dopo il completamento delle missioni principali) bisogna invece trovare i Datacore, ovvero dei reperti della nave madre distrutta dispersi per le varie città.

### Le missioni di Arkvoodle
Sono state aggiunte anche delle missioni secondarie tramite le quali possono essere sbloccate delle zone d'atterraggio per il disco volante. In queste missioni, Crypto deve diffondere il culto alieno di Arkvoodle attraverso dei compiti assegnati dalle statue parlanti lasciate da antenati Furon in giro per la Terra.

## Modalità cooperativa (Multi Furon)
In Destroy All Humans! 2 è disponibile una modalità cooperativa offline per 2 giocatori, in cui è possibile girare per i livelli e affrontare dei minigiochi.
Durante le partite in coppia, nel disco volante è presente una torretta per contrastare le forze armate terrestri, utilizzabile dal secondo giocatore.

## Poteri Furon
La razza aliena dei Furon vanta una mente superiore a quella dei terrestri, che gli consente di poter eseguire numerose azioni con le abilità psicocinetiche. Tuttavia, dopo la fine del primo episodio Crypto ha perso gran parte dell'elevato livello di funzioni cerebrali, riuscendo ad utilizzare i suoi poteri con delle limitazioni, risolvibili tramite i potenziamenti delle capacità mentali.
I poteri Furon consistono in:
- Telecinesi: capacità Furon dovuta allo sviluppo cerebrale della razza extraterrestre. I poteri telecinetici consentono di scansionare e manipolare le menti degli umani; di sollevare, spostare e lanciare creature e oggetti inanimati; di estrarre il cervello ad un bersaglio e di rallentare per poco il tempo. Per quanto riguarda la manipolazione delle persone, è possibile costringere i bersagli al ballo dell'"Amore Libero", una danza hippie, o di azzerare il livello di sospetto creato eliminando i ricordi dei presenti.
- Scambio di corpi: al contrario del precedente episodio, Crypto è in grado di entrare nel corpo di un terrestre con una battaglia di volontà, che consiste nell'agganciare una vittima dopo un incontro ravvicinato e cercare di entrare al suo interno con l'abilità psicocinetica aliena (premendo ripetutamente un tasto). Dopo un po' di tempo, il corpo umano viene prosciugato e Crypto torna fuori.

## Tecnologia Furon

### Arsenale di Crypto
- Zap-O-Matic (presente anche nel primo capitolo): disponibile dall'inizio del gioco, si tratta di un'arma che spara una raffica di energia elettrica. La Zap-O-Matic funziona con energia rinnovabile e si ricarica dopo qualche secondo dall'utilizzo.
- Sonda anale (presente anche nel primo capitolo): strumento di studio Furon che permette di far esplodere la testa degli umani per prelevare il DNA. Al contrario del precedente capitolo, in cui la sonda sparava un raggio che si ripristinava automaticamente, questa volta andrà caricata con delle munizioni sparse per la mappa.
- Raggio disintegratore (presente anche nel primo capitolo): fucile caricato con scariche di energia in grado di incenerire il bersaglio. Non si ricarica automaticamente e vanno trovati i proiettili in giro per la mappa.
- Detonatore ionico (presente anche nel primo capitolo): arma caricata con bombe ioniche a detonazione che possono esplodere a comando o dopo un lasso di tempo approssimativo, in grado di disintegrare qualsiasi cosa si trovi nel raggio d'azione.
- Dislocatore: arma caricata con dei dischi al plasma incontrollati che sollevano ed allontanano il bersaglio, una volta agganciato.
- Pioggia di meteoriti: tramite questa esclusiva arma di distruzione di massa, dopo l'agganciamento di un punto sul sito si schianteranno numerosi meteoriti, tra cui uno di ingenti dimensioni.
- Gastro: una particolare arma che permette di far apparire Gastro, ovvero un Furon che ha trasportato le proprie onde cerebrali in un ologramma (come Pox), per aiutare Crypto durante gli scontri.
- Tana della bestia: potentissimo strumento di distruzione, ottenibile dopo il ritrovamento di 30 manufatti alieni e il completamento delle missioni di Arkvoodle. Permette di far apparire un'enorme pianta carnivora dal terreno, che si ciberà dei veicoli e degli esseri umani nei dintorni.

### Disco volante
Gli strumenti del disco volante sono stati aumentati: è disponibile il NaviCom, che consente di spostarsi da una città all'altra in maniera più veloce rispetto al precedente episodio, dove era necessario ritornare alla nave madre (non più presente nel secondo capitolo).
È inoltre stata aggiunta la capacità di rendere l'astronave invisibile in volo per un periodo variabile a seconda del livello di potenziamento, così da non scatenare il panico attirando le forze dell'ordine. Un'altra novità è rappresentata dal campo antigravitazionale, che permette di disattivare i dispositivi elettronici nemici (come i missili SAM) attraverso un'onda a impulsi. L'equipaggiamento del disco è uguale a quello del primo capitolo ed è costituito da:
- Raggio della morte: equipaggiamento standard, spara un raggio di energia distruttiva carbonizzando gli esseri umani travolti e distruggendo gli edifici colpiti.
- Raggio traente: presente anche nel primo capitolo, ma ora rifinito con la possibilità di risucchiare i terrestri all'interno della camera blindata, in cui il loro DNA viene estratto per essere utilizzato nel miscelatore di geni adibito ai potenziamenti. Invariata la capacità di assorbire l'energia dei veicoli agganciati.
- Boom sonico: cannone caricato con potenti globuli di anti-materia che creano una devastante onda d'urto, spazzando via qualsiasi oggetto circostante.
- Decostruttore quantico: potentissima arma caricata con bombe radioattive che producono enormi nubi di energia nucleare in grado di devastare tutto ciò che si trova nel loro raggio di azione.

## Accoglienza
IGN ha dato a questo gioco un voto di 8.0.